# Marguerite Tiste

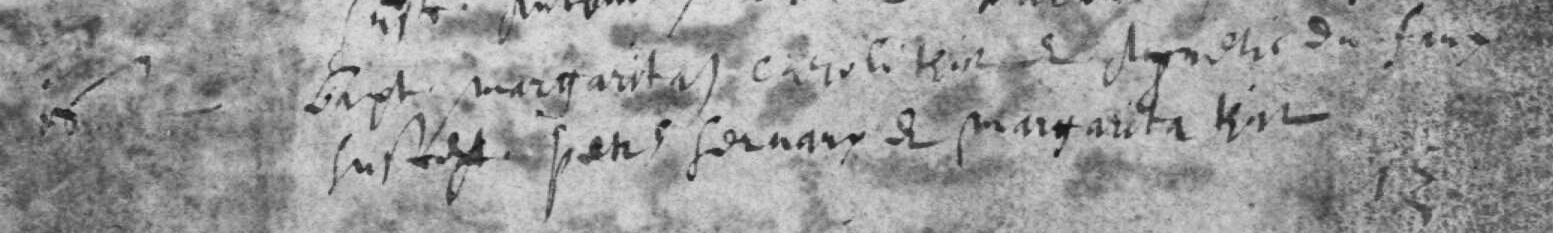
De naam Marguerite Tiste in het doopregister van het dorp Jemappes

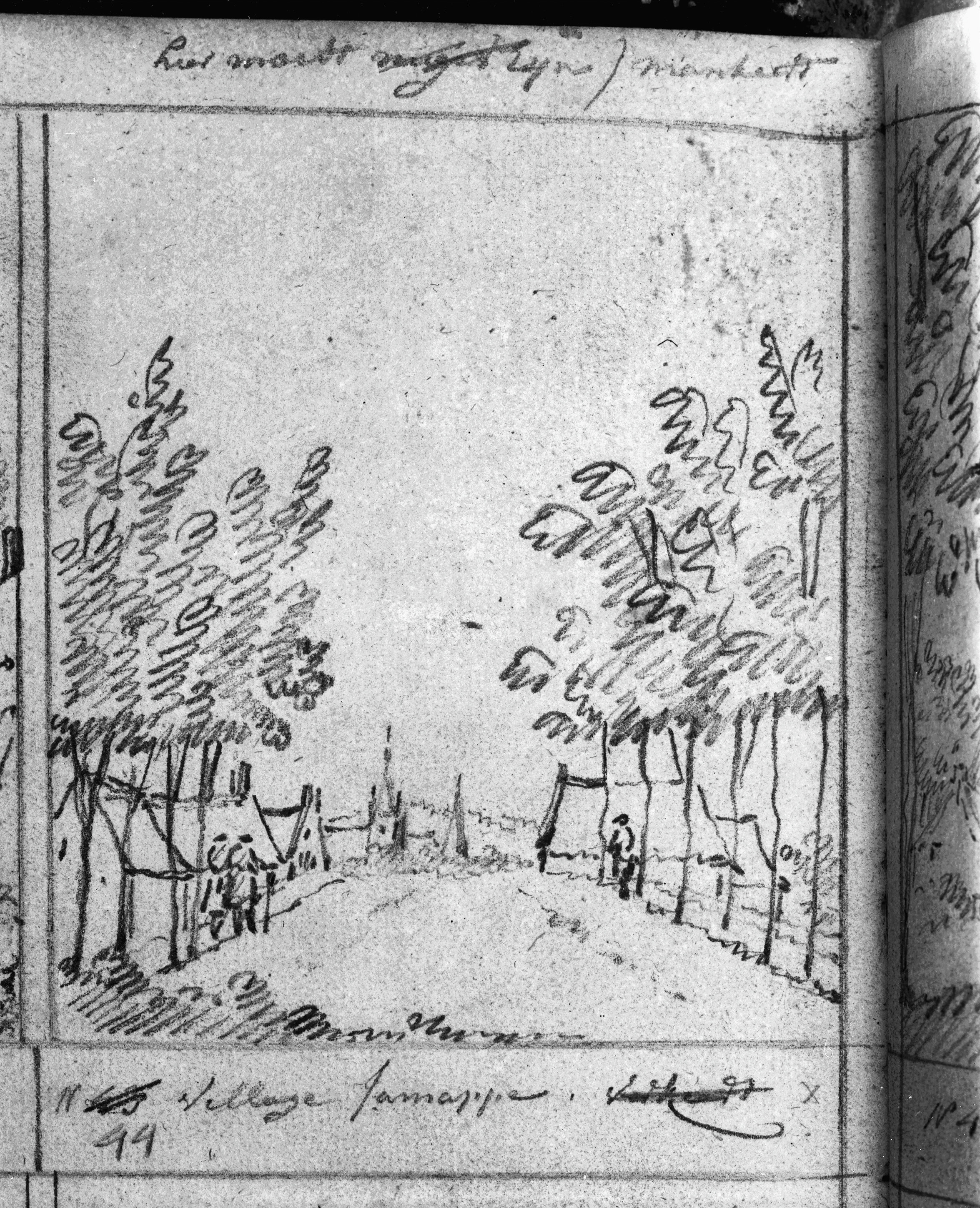
In Jemappes was Tiste veehoeder.

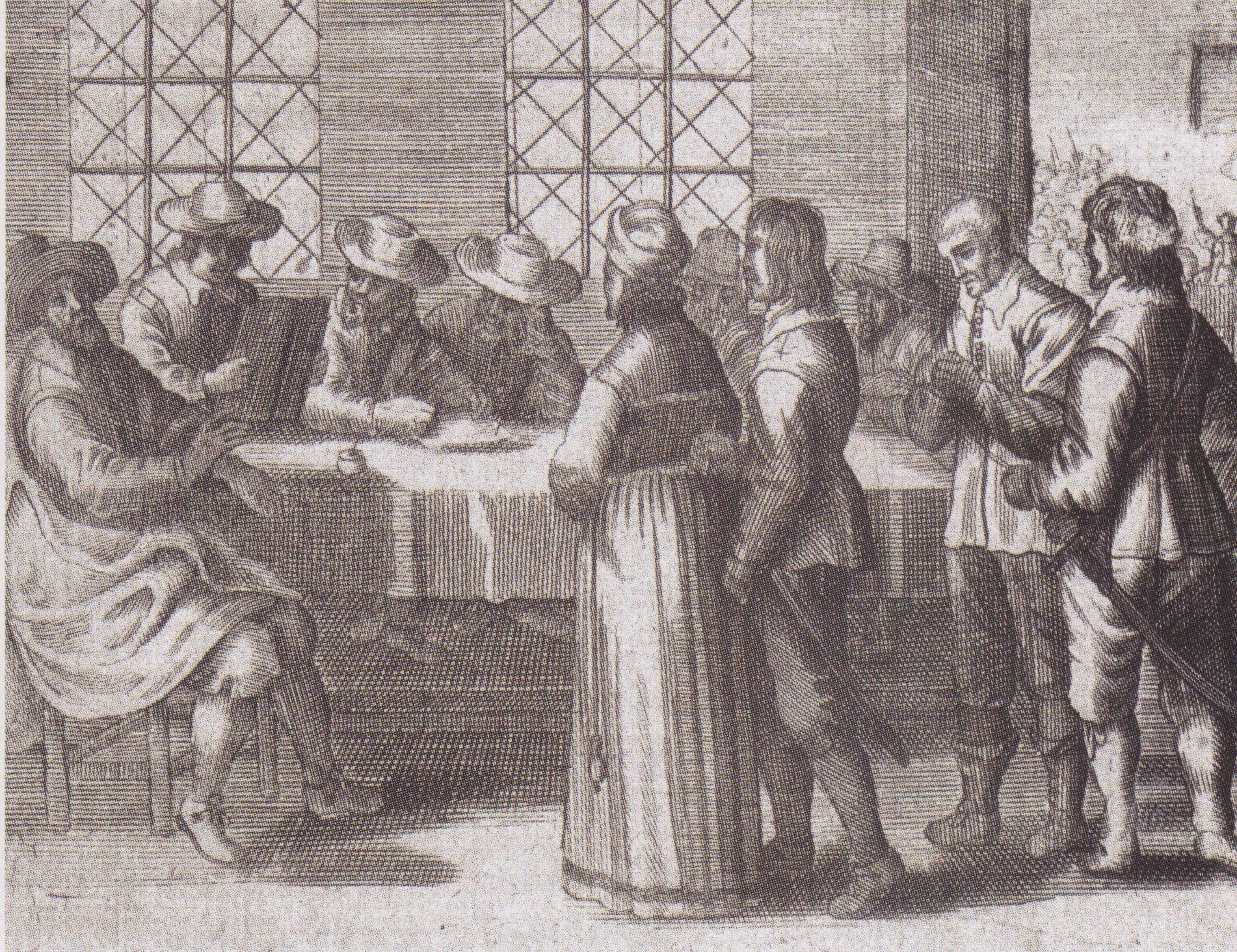
Heksenproces (niet van Tiste)

Marguerite Tiste (Jemappes, 16 mei 1648 - Bergen, 27 juni 1671) was een van de laatste slachtoffers van heksenvervolging in het graafschap Henegouwen, in de Spaanse Nederlanden.

## Levensloop
Marguerite Tiste was een dochter van Charles Tiste en Agnès du Four in Jemappes, in het graafschap Henegouwen van de 17e eeuw. Het gezin kende het overlijden van de moeder en van de oudere zus van Marguerite. Marguerite was de enige vrouw thuis. Zij beredderde het huishouden en hoedde het vee. Vader Tiste mishandelde haar regelmatig; hij vertelde aan de dorpelingen dat hij dit deed omdat zijn dochter van de duivel bezeten was. Dit kwam uiteindelijk ter ore bij de stadsmagistraten in het nabije Bergen, hoofdplaats van Spaans Henegouwen. Tiste werd in de kerker gegooid. Ze bekende onmiddellijk dat zij een heks was en met de duivel een relatie aangegaan had.
Op 8 mei 1671 verscheen Tiste voor de stadsmagistraten. Zij vroegen hoe haar zus was gestorven en waarom haar zus als eerste een relatie met de duivel aangegaan had. Op de vraag of zij dieren had betoverd, antwoordde zij negatief. Tiste verklaarde 4 maal met een bezem door de lucht gevlogen te hebben. De laatste vlucht dateerde van 3 weken voor het proces. Zij antwoordde dat het litteken op haar linker schouder haar aangedaan was door de duivel, als kenteken. Op de vraag of ze andere stedelingen had herkend tijdens de heksendansen, antwoordde zij negatief.
Op 17 juni 1671 verschenen de 2 wetsdokters voor de rechters. Zij hadden de overlijdens onderzocht van 2 kinderen in het dorp. De artsen konden niet zeggen of de kinderen overleden waren op natuurlijke wijze of door de hekserij van Tiste. Dit was te moeilijk voor hen want heksen konden hun toverspreuken maskeren als een natuurlijk verlopende ziekte.
Op 22 juni 1671 beraadslaagden de 8 rechters (stadsmagistraten) met de 2 advocaten van Marguerite Tiste. Zij waren allen ervan overtuigd dat Tiste schuldig was aan hekserij. De 3 elementen die voor hen de doorslag geven waren de bekentenis van reizen door de lucht, de heksendans en de relatie met de duivel. Omwille van haar jonge leeftijd zou de stad haar nog voeden in de gevangenis tot haar 18e verjaardag (dit aspect van het vonnis voerden ze niet uit). Als blijk van mildheid zou Tiste eerst gewurgd worden aan een paal en pas dan verbrand worden. De rechters zagen dus af van een levende verbranding van Tiste.
Op 27 juni 1671 lazen de rechters hun vonnis voor aan Tiste. Diezelfde dag werd het vonnis publiek uitgevoerd en stierf Tiste in het centrum van Bergen.
Er volgden nog 2 executies wegens hekserij in 1683. Dit waren de laatste heksenvervolgingen in Henegouwen.

## Jeugdrechter
De Belgische jeugdrechter Paul Heupgen (1868-1949) interesseerde zich aan het geval Tiste. Hij documenteerde zich met de stadsarchieven van Bergen. Geschandaliseerd door het verhaal schreef hij het van zich af in Les enfants sorciers en Hainaut au XVIIe siècle (1933). Het debat over de mishandeling van Tiste thuis en het litteken op haar schouder werd volgens hem nooit gevoerd en wou men niet voeren.

## Petitie
In 2014 tekende een groepje mensen uit Bergen een petitie om het rechterlijk vonnis van Tiste te herzien.